# スケボーキング SUPER BEST
『スケボーキング SUPER BEST』（すけぼーきんぐ すーぱーべすと）は、スケボーキングによる2枚目のスタジオ・アルバム（メジャーとしては1枚目）。2000年1月26日発売。発売元はワーナーミュージック・ジャパン。
初回限定盤には2曲収録のボーナスCD付。

## 収録曲
編曲：SBK
1. ビンゴ-Captain Funk 789 School Mix-
  - 作詞：SHUN　作曲：SHIGEO
  - インディーズ時代の1stシングル曲。
  - オオエタツヤがリミックス。
  - 後にアナログ盤「ビンゴ/ドノミチ」収録。
2. いつかどこか
  - 作詞：SHUN・SHIGEO　作曲：SHUYA・SBK
  - インディーズ時代のアナログ盤「いつかどこか」収録曲。
3. HAPPY FUTURE-DJ WATARAI Remix-
  - 作詞：SHUN・SHIGEO　作曲：SBK
  - DJ WATARAIがリミックス。
  - 後にアナログ盤「HAPPY FUTURE/風」に収録。
4. SBK 20000
  - 作詞：SHUN・SHIGEO　作曲：SHIGEO
  - インディーズ時代の1stアルバム『ムシャブルイ』収録『SBKのテーマ』のアレンジバージョン。
5. ドノミチ Ver.赤-Rock-SKA 03 Mix-
  - 作詞：SHUN・SHIGEO　作曲：SHIGEO
  - インディーズ時代のアナログ盤「ドノミチ 赤盤」収録曲。
  - 東京スカパラダイスオーケストラの冷牟田竜之がリミックス。
  - 後にアナログ盤「ビンゴ/ドノミチ」に収録。
6. ドノミチ Ver.青
  - 作詞：SHUN・SHIGEO　作曲：SHUYA
  - インディーズ時代のアナログ盤「ドノミチ 青盤」に収録。
7. 危機一髪
  - 作詞：SHUN・SHIGEO　作曲：MAC
  - 『ムシャブルイ』収録とは別バージョン。
8. 風-Freddy Fresh Main Mix-
  - 作詞：SHUN・SHIGEO　作曲：SHIGEO
  - Freddy Freshによるリミックス。
  - 後にアナログ盤「HAPPY FUTURE/風」に収録。
9. つるみたいつるまない-Bentley Rhythm Ace Remix-
  - 作詞：SHUN・SHIGEO　作曲：SHIGEO
  - インディーズ時代の2ndシングルのリミックス。
  - Bentley Rhythm Aceがリミックス。
  - 後にアナログ盤「太陽/つるみたいつるまない」に収録。
10. 神経衰弱
  - 作詞：SHIGEO　作曲：SHUYA
  - 『ムシャブルイ』収録とは別バージョン。
11. 太陽 -The Readymade JBL Mix-
  - 作詞：SHUN　作曲：SHIGEO
  - 『ムシャブルイ』収録『太陽』のリミックス。
  - 小西康陽がリミックス。
  - 後にアナログ盤「太陽/つるみたいつるまない」に収録。
12. I GOT CHA FXXX. I SXXX YO FXXX. CHECK IT NA BABY. PEACE.
  - 作曲：SBK
  - 後にアナログ盤「ビンゴ/ドノミチ」「太陽/つるみたいつるまない」「HAPPY FUTURE/風」に収録。

### ボーナスCD
1. HAPPY FUTURE　-original version-
  - 作詞：SHUN・SHIGEO　作曲：SBK
  - 3曲目のオリジナルバージョン。
  - 後にアナログ盤「ビンゴ/ドノミチ」「太陽/つるみたいつるまない」「HAPPY FUTURE/風」に収録。
2. SBK classics

## 参加ミュージシャン
- SHIGEO：MC
- SHUN：MC
- HAKUCHO：GUITAR
- MASH：BASS
- MAC：DRUMS
- SHUYA：DJ
- 中山努：WULITZER（M-2）
- Bang Chang（坂東邦明）：Congas（M-4）